# Annitella iglesiasi
Annitella iglesiasi là một loài Trichoptera trong họ Limnephilidae. Chúng phân bố ở miền Cổ bắc.